# Јунковац (Топола)
Јунковац је насеље у Србији у општини Топола у Шумадијском округу. Према попису из 2022. има 639 становника (према попису из 2011. било је 785 становника).

## Порекло становништва
- Најстарије породице су Благојевићи (славе св. Николу), не знају одакле су њихови стари дошли. Њихов предак Благоја је био трговац свињама и куповао барут. Благоје је са Шаргом из Маслошева саградио први топ и погинуо на Љубићу.
- Други по старини у селу су: Станковићи (данас са разна презимена), славе Ђурђиц. Њихов предак Станко са братом и шест синова доселио од Пећи у Метохији. Брат му оде у Друговац код Смедерева. Имају и сроднике Стојадиновиће у Клоки који су од ове породице.
- Трећа породица по старини у селу су: Ранковићи (данас са разна презимена), славе. св. Јована. Њихов предак Станоје дошао од Белог Дрима на Косову, одакле је побегао од Турака. Бежали су и у Срем. Ранковића има одсељених у Клоку и Наталинце.

Према пореклу ондашње становништво Јунковца из 1920. године, може се овако распоредити:
- Косовско-метохијских досељеника има 2 породице са 150 куће.
- Из околине има 4 породице са 91 куће.
- Тимочко-крајинских досељеника има 2 породице са 21 куће.
- Непознате старине има 1 породица са 20 куће.
- Сјеничко-пештерских досељеника има 1 породица са 18 куће.
- Из Груже има 1 породица са 6 куће.
- Из Босне има 2 породице са 5 куће.
- Из околине Пожаревца има 1 породица са 5 куће.
- Из Медвеђа код Врања има 1 породица са 2 куће,
- Из Старе Србије има 1 породица са 1 куће. (подаци датирају из 1920. године[2]

## Демографија
У насељу Јунковац живи 796 пунолетних становника, а просечна старост становништва износи 45,3 година (43,7 код мушкараца и 46,8 код жена). У насељу има 321 домаћинство, а просечан број чланова по домаћинству је 2,94.
Ово насеље је великим делом насељено Србима (према попису из 2002. године).
|  |

| Демографија | Демографија | Демографија |
| Година      | Становника  | Становника  |
| ----------- | ----------- | ----------- |
| 1948.       | 1.808       |             |
| 1953.       | 1.773       |             |
| 1961.       | 1.638       |             |
| 1971.       | 1.388       |             |
| 1981.       | 1.248       |             |
| 1991.       | 1.093       | 1.072       |
| 2002.       | 945         | 975         |
| 2011.       | 785         |             |
| 2022.       | 639         |             |

| Етнички састав према попису из 2002.‍ | Етнички састав према попису из 2002.‍ | Етнички састав према попису из 2002.‍ | Етнички састав према попису из 2002.‍ | Етнички састав према попису из 2002.‍ |
| ------------------------------------ | ------------------------------------ | ------------------------------------ | ------------------------------------ | ------------------------------------ |
|                                      |                                      |                                      |                                      |                                      |
| Срби                                 | Срби                                 |                                      | 940                                  | 99,47%                               |
| Црногорци                            | Црногорци                            |                                      | 2                                    | 0,21%                                |
| непознато                            | непознато                            |                                      | 1                                    | 0,10%                                |

| Година пописа     | 1948. | 1953. | 1961. | 1971. | 1981. | 1991. | 2002. |
| ----------------- | ----- | ----- | ----- | ----- | ----- | ----- | ----- |
| Број домаћинстава | 410   | 410   | 405   | 386   | 358   | 327   | 321   |

| Број чланова      | 1  | 2   | 3  | 4  | 5  | 6  | 7 | 8 | 9 | 10 и више | Просек |
| ----------------- | -- | --- | -- | -- | -- | -- | - | - | - | --------- | ------ |
| Број домаћинстава | 67 | 103 | 40 | 49 | 32 | 19 | 9 | 1 | 0 | 1         | 2,94   |

| Пол    | Укупно | Неожењен/Неудата | Ожењен/Удата | Удовац/Удовица | Разведен/Разведена | Непознато |
| ------ | ------ | ---------------- | ------------ | -------------- | ------------------ | --------- |
| Мушки  | 392    | 102              | 261          | 23             | 5                  | 1         |
| Женски | 438    | 64               | 269          | 95             | 8                  | 2         |
| УКУПНО | 830    | 166              | 530          | 118            | 13                 | 3         |

| Пол    | Укупно                    | Пољопривреда, лов и шумарство | Рибарство                            | Вађење руде и камена | Прерађивачка индустрија       |
| ------ | ------------------------- | ----------------------------- | ------------------------------------ | -------------------- | ----------------------------- |
| Мушки  | 232                       | 149                           | 0                                    | 2                    | 32                            |
| Женски | 146                       | 102                           | 0                                    | 1                    | 15                            |
| УКУПНО | 378                       | 251                           | 0                                    | 3                    | 47                            |
| Пол    | Производња и снабдевање   | Грађевинарство                | Трговина                             | Хотели и ресторани   | Саобраћај, складиштење и везе |
| Мушки  | 1                         | 8                             | 17                                   | 3                    | 9                             |
| Женски | 1                         | 0                             | 8                                    | 3                    | 1                             |
| УКУПНО | 2                         | 8                             | 25                                   | 6                    | 10                            |
| Пол    | Финансијско посредовање   | Некретнине                    | Државна управа и одбрана             | Образовање           | Здравствени и социјални рад   |
| Мушки  | 2                         | 0                             | 2                                    | 1                    | 1                             |
| Женски | 0                         | 0                             | 3                                    | 6                    | 3                             |
| УКУПНО | 2                         | 0                             | 5                                    | 7                    | 4                             |
| Пол    | Остале услужне активности | Приватна домаћинства          | Екстериторијалне организације и тела | Непознато            | Непознато                     |
| Мушки  | 0                         | 0                             | 0                                    | 5                    | 5                             |
| Женски | 1                         | 0                             | 0                                    | 2                    | 2                             |
| УКУПНО | 1                         | 0                             | 0                                    | 7                    | 7                             |